# IRAS
The Infrared Astronomical Satellite (IRAS) var det første rumteleskop, der fuldførte en fuldstændig kortlægning af himmelrummet i infrarødt lys. IRAS blev opsendt d. 25. januar 1983, på en mission der varede ti måneder. Teleskopet var finansieret af USA, Holland og Storbritannien. IRAS nåede at observere over 250.000 infrarøde kilder ved bølgelængderne 12-, 25-, 60- og 100 mikrometer. IRAS observation af 96% af himmelhvælvet, i fire forskellige bølgelængder, førte til oprettelsen af kataloget IRAS Catalog of Point Sources, Version 2.0 (dansk: IRAS Katalog over punktkilder).
IRAS succes førte til en øget interesse i at installere et infrarødt teleskop på Den Internationale Rumstation. Dette endte ud i opsendelsen af Spitzerteleskopet i 2003. Desuden opsendtes The Infrared Space Observatory (ISO) i 1995 og Hubble rumteleskopet fik installeret et infrarødt kamera (NICMOS) som følge af IRAS succses.